# Iskolai értesítő (Erdély)
Iskolai értesítő (Erdély)– általában tanévenként kiadott, 50–150 lapos füzet, mely teljes képet nyújt egy-egy tanintézet tanárainak és diákjainak az évi munkájáról. Eredete a 18. század végéig vezethető vissza. Akkor már kis füzetben adták ki a tanév végi vizsgákon elért érdemsorozatokat, esetleg előzetesen a vizsgák rendjét, a tananyagot, a vizsgáztatók és a vizsgára állók névsorát is.

## Előzmények
A kolozsvári Központi Egyetemi Könyvtárnál és az Akadémiai Könyvtárnál őrzött gazdag gyűjteményekben a Kolozsvári Katolikus Gimnáziumnak 1814-től, az aradinak, szatmárinak és nagyváradinak 1829-től (Cséplő Péter iskolatörténete szerint Nagyváradon 1787-től adtak ki!), a Marosvásárhelyi Református Kollégiumnak 1845-től kezdve maradtak fenn ilyen kiadványai. A tulajdonképpeni iskolai értesítők (évkönyvek, tudósítványok, évi jelentések, almanachok) kiadását az 1850–51-ben bevezetett Organisations-Entwurf írta elő. Volt, ahol külön kiadták az évkönyvet és az érdemsorozatot is (így a Kolozsvári Katolikus Főgimnáziumnál 1869-ig). Az 1870-es évek végétől szinte minden tanintézettípus – óvoda, elemi és népiskola, polgári iskola, ipariskola, kereskedelmi iskola, tanítóképző, zenekonzervatórium, főiskola, teológia – jelentetett meg értesítőt.
Az iskolai értesítő valamelyik tanár tudományos programértekezésével kezdődött (ez egyben doktori értekezés vagy székfoglaló beszéd is lehetett). Gyakran helyette jubiláló vagy elhunyt tanárok életrajza, ünnepi beszéd, útleírás, könyvtári címjegyzék olvasható. Különösen fontosak a helytörténeti s a főleg új épületek felavatásakor, évfordulókkor közzétett iskolatörténeti összefoglalások. Az 1895–96-os (millenniumi) és az 1940–41-es értesítők szinte kivétel nélkül az intézet történetével foglalkoznak, adattárat, statisztikát jelentetnek meg. A tulajdonképpeni értesítő főbb részei: az intézet rövid története, az elmúlt tanév fontosabb eseményei (rendeletek, változások a tantestületben, ellenőrzések, ünnepélyek), az iskola felettes szervei és vezetősége, a tanári kar és beosztása (esetleg órarendje), a tanárok iskolán kívüli működése, az elvégzett tananyag osztályonként, a használt tankönyvek jegyzéke, a diákok fegyelmi és egészségi állapota, köri és sporttevékenysége, jutalmazottak, a tanulók névsora és év végi osztályzata, az érettségi tételek és eredmények, pályaválasztás, statisztikai kimutatások, az iskola felszerelésének gyarapodása, internátus, tájékoztató a következő tanévről. Egyes fejezetek a kisebb iskoláknál kimaradhattak.

## Az első világháború után
Az első világháborút követő években az iskolai értesítők terjedelme csökkent, a legfontosabb adatokra korlátozódott, néhány tanintézet két-három évre összevont értesítőt adott ki. 1922-től az 1930-as évek végéig kötelező módon minden magyar tannyelvű iskola értesítője kétnyelvű volt: ugyanazt hozta románul és magyarul. Több iskola az 1930-as évek második felében lemondott az értesítő kinyomtatásáról. Utoljára 1944-ben jelentek meg az értesítők.

## 1944 után

### Középiskolai értesítők
Az 1960-as évek végétől kezdve újra elszórt kísérletek történtek az iskolai értesítők megindítására. Többnyire évfordulók alkalmával vagy a diáklapok mellékleteként jelent meg. Az évfordulós iskolamonográfiák (iskolatörténet) is tartalmaznak évkönyvi fejezetet. 1968-ban a Székelykeresztúron a Székelykeresztúri Líceum, 1970-ben Székelyudvarhelyen a Székelyudvarhelyi Pedagógiai Líceum adott ki kétnyelvű évkönyvet, 1969–70-ben a marosvásárhelyi Al. Papiu Ilarian, 1969 és 1980 között a nagyváradi Emanuil Gojdu Líceum jelentetett meg román nyelvű évkönyvet. Legrendszeresebben a sepsiszentgyörgyi Matematika–Fizika Líceum Gyökerek c. diáklapjának külön évkönyvszámai vitték tovább az értesítők hagyományát (1973–79), beszámolva az iskolai élet olyan új területeiről is, mint a pionír- és KISZ-munka, a műszaki-termelési gyakorlat, a tantárgyversenyek, a Daciada és a Megéneklünk Románia-fesztivál. Rövid évkönyvi fejezet jelent meg a kolozsvári Fiatal Szívvel és a Hajnal néhány számában is.

### A kolozsvári egyetem értesítősorozata
A felsőoktatási intézetek közül különösen jelentős a kolozsvári egyetem értesítősorozata, mely már 1872-től három részben jelent meg: Acta Universitatis – Beszédek, 1940-től 1942-ig Beszámoló (tanévnyitó és -záró, beiktató beszédek, valamint az egyetemi tanárok irodalmi munkásságát és az oklevelet nyert abszolvensek névsorát tartalmazó függelék); Almanach – Évkönyv (az egyetem vezetősége, karai, tanárai, intézetei, a hallgatók névsora, statisztika); 1944-ig Tanrend (félévenként, a meghirdetett előadások felsorolása). Különösen értékes az 1940–41. évi Beszámoló melléklete az egyetem tanárainak 1940 előtti tudományos munkásságáról (szerkesztette Monoki István, Kolozsvár, 1944). A Bolyai Tudományegyetem egyes karai kiadásában 1945 és 1947 között jelent meg Tan- és vizsgarend. A Babeş–Bolyai Egyetem öt alkalommal adott ki Kolozsvárt román, angol, francia, német és orosz nyelvű évkönyv-monográfia jellegű kötetet, amely a magyar diákok és tanárok adatairól is tájékoztat: ez az Universitatea "Babeş–Bolyai" din Cluj (1959–1965, 1965–1970, 1971, 1976–1977 és 1979). Rendszeresen jelentetett meg értesítőt a kolozsvári Református Teológiai Fakultás és az Unitárius Teológia, majd 1949 és 1951 között az egyetemi fokú Protestáns Teológiai Intézet.
Az iskolai értesítők nélkülözhetetlen adatforrásul szolgálnak az egyes tanintézetek történetéhez, tájékoztatnak a volt tanítványok életrajzáról és a tanárok pedagógiai-tudományos tevékenységéről.